# Arrondissement de Glogau

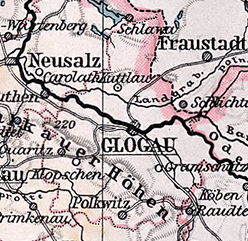
L'arrondissement de Glogau dans ses limites de 1820 à 1932

L'arrondissement de Glogau est un arrondissement prussien de Silésie, qui existe de 1742 à 1945. Son chef-lieu est la ville de Glogau, qui a formé son propre arrondissement urbain à partir de 1920. L'ancien territoire de l'arrondissement fait désormais partie des powiats polonais de Głogów, Nowa Sól, Polkowice et Wschowa.

## Histoire administrative
Après la conquête de la majeure partie de la Silésie par la Prusse en 1741, les structures administratives prussiennes sont introduites en Basse-Silésie par l'ordre du cabinet royal du 25 novembre 1741. Cela comprend la création de deux chambre de guerre et de domaine (de) à Breslau et Glogau ainsi que leur division en arrondissements et la nomination d'administrateurs d'arrondissement (de) le 1er janvier 1742.
Dans la principauté de Glogau, les arrondissements prussiens sont formés à partir des six faubourgs silésiens existants de Freystadt, Glogau, Grünberg, Guhrau, Schwiebus et Sprottau. Wenzel Friedrich von Stosch est nommé premier administrateur de l'arrondissement de Glogau. L'arrondissement relève de la Chambre de la guerre et du domaine de Glogau, puis du district de Liegnitz de la province de Silésie créés au cours des réformes Stein-Hardenberg en 1815.
Dans la réforme des arrondissements du 1er janvier 1820 dans le district de Liegnitz, l'arrondissement de Glogau donne la ville de Schlawa et les villages de Elevator, Beitsch, Deutsch Tarnau, Goihle, Groß Würbitz, Hammer, Josephshof, Kattersee, Klein Würbitz, Köllmchen, Krolckwitz, Laubegast, Liebenzig, Malschwitz, Mäusewinkel, Neuckersdorf, Nieder Bäsau, Ober Bäsau, Pürschkau, Rädichen, Schlawa, Sperlingswinkel et Zöbelwitz à l'arrondissement de Freystadt-en-Basse-Silésie, les villages de Grunwald, Jäschane, Kolzig, Lipke, Neu Otternstädt et Schlabrendorf à l'arrondissement de Grünberg-en-Silésie et les villages de Böcken, Eisemost, Friedrichswalde, Gühlichen, Heinzendorf, Herbersdorf, Neudorf, Neuguth, Nieder Gläsersdorf, Ober Gläsersdorf, Parchau et Petersdorf à l'arrondissement de Lüben.

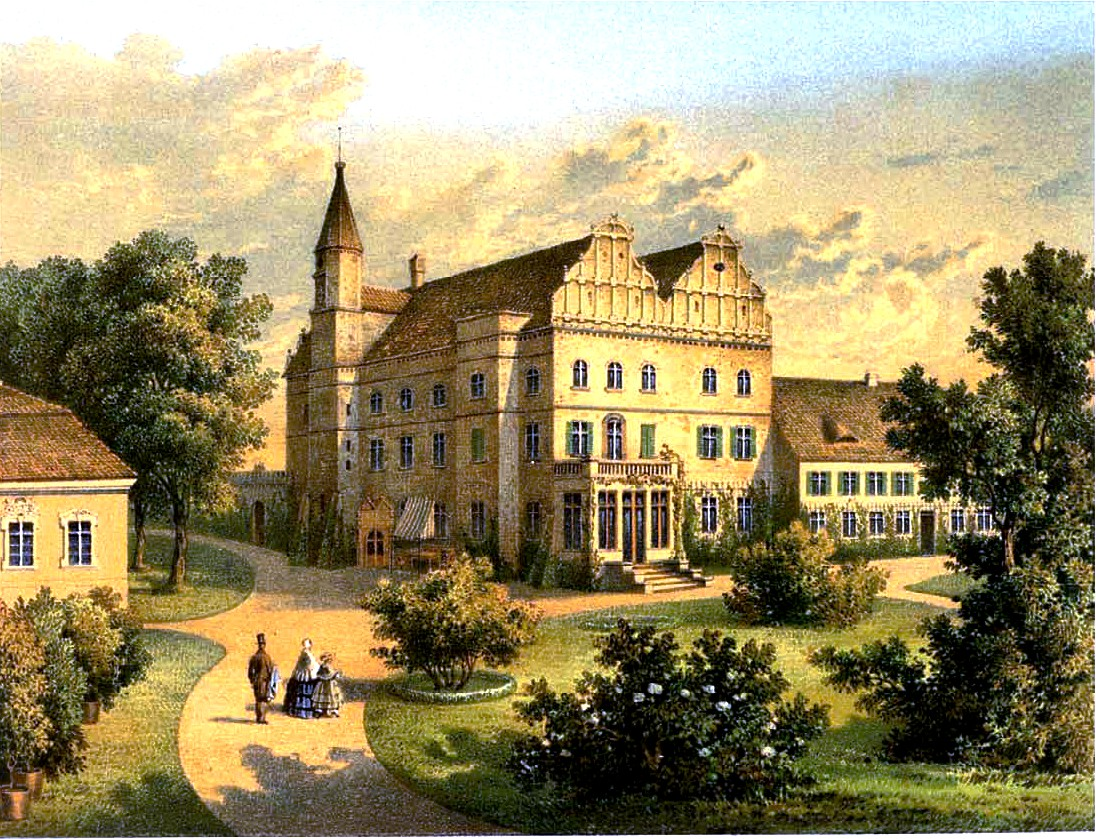
Château de Klein-Tschirnau
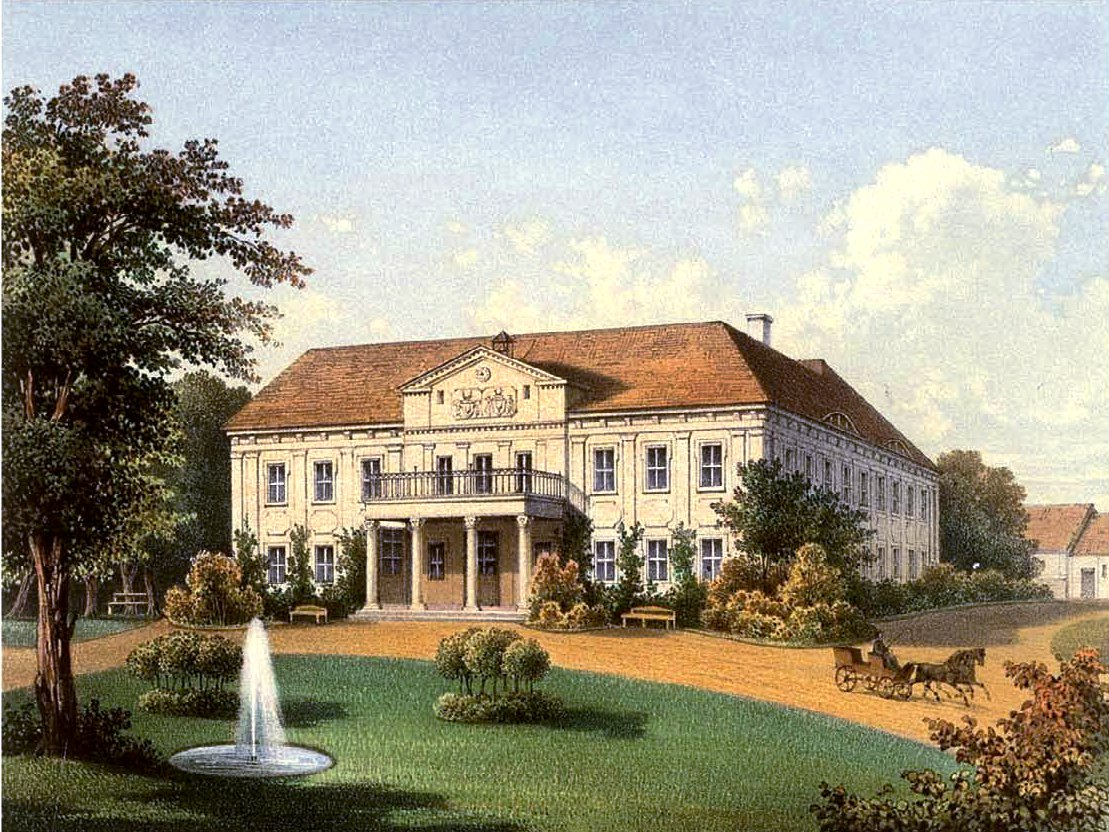
Château de Quaritz

Le 8 novembre 1919, la province de Silésie est dissoute. La nouvelle province de Basse-Silésie est formée à partir des districts de Breslau et Glogau.
Le 1er avril 1920, la ville de Glogau quitte l'arrondissement et créée son propre arrondissement.  Le 30 septembre 1929, une réforme territoriale a lieu dans l'arrondissement de Glogau, comme dans le reste de l'État libre de Prusse, au cours de laquelle presque tous les districts de domaine sont dissous et assignés aux communes rurales voisines.
Le 1er octobre 1932, l'arrondissement est agrandi. Les villes de Beuthen-sur-l'Oder et Schlawa, les communes rurales Aufzug, Beitsch, Bielawe, Bösau, Carolath, German Tarnau, Goile, Grochwitz, Groß Würbitz, Hammer, Hohenborau, Klein Würbitz, Krempine, Krolkwitz, Laubegast, Malschwitz, Nenkersdorf, Pfkaffau, Wheel, Reinberg, Rosenthal, Sperlingswinkel, Tarnau, Thiergarten et Zöbelwitz ainsi que le domaine forestier Carolather Heide sont transférés de l'arrondissement de Freystadt-en-Basse-Silésie à l'arrondissement de Glogau; La commune rurale de Rostersdorf de l'arrondissement de Steinau est ajoutée à l'arrondissement,.
Le 1er avril 1938, les provinces prussiennes de Basse-Silésie et de Haute-Silésie sont fusionnées pour former la nouvelle Province de Silésie. Le 18 janvier 1941, la province de Silésie est dissoute. La nouvelle province de Basse-Silésie est formée à partir des districts de Breslau et Glogau.
Au printemps 1945, l'arrondissement est occupé par l'Armée rouge. À l'été 1945, l'arrondissement est placé sous administration polonaise par la puissance d'occupation soviétique conformément à l'Accord de Potsdam (de). C'est alors que commence l'afflux de civils polonais dans l'arrondissement, dont certains proviennent des zones à l'est de la ligne Curzon qui sont tombées en Union soviétique. Dans les années suivantes, la population allemande est en grande partie expulsée de l'arrondissement.

## Évolution de la population
| Année | Habitants | Source |
| ----- | --------- | ------ |
| 1795  | 61 735    | [ 8 ]  |
| 1819  | 62 870    | [ 9 ]  |
| 1846  | 72 212    | [ 10 ] |
| 1871  | 74 237    | [ 11 ] |
| 1885  | 75 990    | [ 12 ] |
| 1900  | 72 622    | [ 13 ] |
| 1910  | 75 811    |        |
|       |           |        |
| 1925  | 52 516    |        |
| 1939  | 60 683    |        |

## Administrateurs de l'arrondissement
- 1742–1757 00 Wenzel Friedrich von Stosch (de)
- 1757–1763 00 Sigismund Rudolph von Berge und Herrendorf (de)
- 1765–1771 00 George Oswald von Czettritz und Neuhaus (de)
- 1772–1798 00 Siegfried Rudolph von Wagner und Wagenhoff (de)
- 1798–1812 00 Heinrich Ernst Carl von Tschammer und Quaritz (de)
- 1812–1841 00 Karl Heinrich von Eckartsberg (de)
- 1841–1849 00 Ludwig Wilhelm Bassenge
- 1849–1868 00 Adolf von Selchow (de)
- 1868–1881 00 Friedrich von Jagwitz (de)
- 1882–1896 00 Maximilian Pilati von Thassul zu Daxberg
- 1896–1919 00 Adolf Georg Singelmann
- 1919–1932 00 Kurt Jerschke (de)
- 1932–1935 00 Otto Gail (de)
- 1935–1938 00 Horst Hacker (de)
- 1938–1945 00 Hans Kümper

## Constitution locale
Depuis le XIXe siècle, l'arrondissement de Glogau est divisé en villes, en communes rurales et en districts de domaine. Avec l'introduction de la loi constitutionnelle prussienne sur les communes du 15 décembre 1933 ainsi que le code communal allemand du 30 janvier 1935, le principe du leader est appliqué au niveau municipal. Une nouvelle constitution d'arrondissement n'est plus créée; Les règlements de l'arrondissement pour les provinces de Prusse-Orientale et Occidentale, de Brandebourg, de Poméranie, de Silésie et de Saxe du 19 mars 1881 restent applicables.

## Communes
L'arrondissement de Glogau avant sa dissolution comprend trois villes et 111 communes rurales :
- Alt Kranz
- Altwasser
- Andersdorf
- Aufzug
- Bansau
- Beichau
- Beuthen-sur-l'Oder, ville
- Biegnitz
- Borkau
- Brieg
- Brostau
- Buchendamm
- Buchenhang
- Buschacker
- Carolath
- Dalkau
- Dammfeld
- Deutscheck
- Dornbusch
- Dreidorf
- Drogelwitz
- Friedenshagen
- Friedrichslager
- Fröbel (de)
- Glogischdorf
- Gramschütz
- Grochwitz
- Groß Vorwerk
- Guhlau
- Gusitz
- Gustau
- Gutendorf
- Hahnenfeld
- Hainbach-Töppendorf
- Hammer
- Hangwalde
- Haselquell
- Henzegrund
- Hermsdorf
- Herrndorf
- Herzogtal
- Hochkirch
- Höckricht
- Hohenborau
- Jakobskirch
- Kaltenfeld
- Kladau
- Klautsch
- Klein Gräditz
- Klein Kauer
- Klein Logisch
- Klein Tschirne
- Klein Vorwerk
- Klemnitz
- Klopschen
- Kosel
- Kottwitz
- Kreidelwitz
- Krolkwitz
- Kummernick
- Kunzendorf
- Kuttlau
- Laubegast
- Lerchenberg
- Linden
- Lindenkranz
- Malschwitz
- Marienquell
- Milchau
- Moßwitz
- Nenkersdorf
- Neu Strunz
- Neuhammer
- Nieder Polkwitz
- Nilbau
- Ober Zauche
- Obisch
- Polkwitz, ville
- Priedemost
- Pürschkau
- Putschlau
- Quaritz
- Rabsen
- Rauschwitz
- Rettkau
- Roggenfelde
- Rosenthal
- Rostersdorf
- Sabel
- Schlawa, ville
- Schönau
- Schrepau
- Schrien
- Schwusen
- Sieglitz
- Simbsen
- Skeyden
- Suckau
- Tauer
- Thiergarten
- Trebitsch
- Tschepplau
- Tschirnitz
- Tschopitz
- Urstetten
- Weißholz
- Wettschütz
- Wiesau
- Wiesenbusch
- Wilkau
- Willschau
- Wühleisen
- Würchland
- Ziebern

L'arrondissement forestier inhabité de la lande de Carolath appartient également à l'arrondissement.

Les communes suivantes perdent leur indépendance en 1938:
- Alt Strunz, le 1er avril 1937 à Deutscheck
- Arnsdorf, le 1er avril 1937 à Herzogtal
- Baunau, le 1er avril 1937 à Schönau
- Bautsch, le 1er avril 1937 à Tschirnitz
- Beitsch, le 1er avril 1937 à Hangwalde
- Beuthnig, le 1er avril 1938 à Schrepau
- Bösau, le 1er avril 1937 à Friedrichslager
- Buchwald, le 1er avril 1937 à Buchendamm
- Dammer, le 1er avril 1937 à Dornbusch
- Denkwitz, le 1er avril 1937 à Buchenhang
- Deutsch Tarnau, le 1er avril 1937 à Hangwalde
- Doberwitz, le 1er avril 1937 à Gutendorf
- Druse, le 1er avril 1937 à Wiesenbusch
- Fähreichen, le 1er avril 1937 à Kottwitz
- Gleinitz, le 1er avril 1937 à Hasenquell
- Golgowitz, le 1er avril 1937 à Drogelwitz
- Görlitz, le 1er avril 1937 à Marienquell
- Grabig, le 1er avril 1937 à Kaltenfeld
- Groß Gräditz, le 1er avril 1938 à Hochkirch
- Groß Kauer, le 1er avril 1937 à Dalkau
- Groß Logisch, le 1er avril 1938 à Wiesau
- Groß Schwein, le 30 septembre 1928 à Obisch
- Groß Würbitz, le 1er avril 1937 à Dreidorf
- Gurkau, le 1er avril 1937 à Sieglitz
- Gusteutschel, le 1er avril 1937 à Hahnenfeld
- Hünerei, le 1er avril 1937 à Wiesenbusch
- Jätschau, le 1er avril 1937 à Friedenshagen
- Karitsch, le 1er avril 1937 à Kaltenfeld
- Kattschütz, le 1er avril 1937 à Würchland
- Klein Würbitz, le 1er avril 1937 à Dreidorf
- Kosiadel, le 1er avril 1937 à Dammfeld
- Kotzemeuschel, le 1er avril 1937 à Dammfeld
- Leipe, le 1er avril 1938 à Wiesau
- Leutbach, le 1er avril 1937 à Buchenhang
- Mahnau, le 1er avril 1938 à Klein Logisch
- Mangelwitz, le 1er avril 1937 à Buschacker
- Merzdorf, le 1er avril 1937 à Deutscheck
- Meschkau, le 1er avril 1937 à Quaritz
- Modlau, le 1er avril 1937 à Hahnenfeld
- Mürschau, le 1er avril 1937 à Schönau
- Musternick, le 1er avril 1937 à Herzogtal
- Neuacker, le 1er avril 1937 à Aufzug
- Noßwitz, le 1er avril 1938 à Urstetten
- Pfaffendorf, le 1er avril 1937 à Dreidorf
- Polkwitzer Neuländer, ca. 1928 aufgelöst
- Porschütz, le 1er avril 1938 à Altwasser
- Pürschen, le 1er avril 1937 à Würchland
- Quilitz, le 1er avril 1937 à Marienquell
- Rädchen, le 1er avril 1938 à Hammer
- Ransdorf, le 1er avril 1938 à Wiesau
- Reinberg, le 1er avril 1937 à Carolath
- Reinberg, le 1er avril 1938 à Borkau
- Rietschütz, le 1er avril 1937 à Roggenfelde
- Rodenhaide, le 1er avril 1937 à Laubegast
- Salisch, le 1er avril 1937 à Deutscheck
- Samitz, le 1er avril 1937 à Buschacker
- Schabitzen, le 1er avril 1937 à Roggenfelde
- Schlatzmann, le 1er avril 1937 à Kladau
- Schloin, le 1er avril 1938 à Ziebern
- Seppau, le 1er avril 1937 à Dalkau
- Sperlingswinkel, le 1er avril 1937 à Laubegast
- Stumberg, le 1er avril 1937 à Hasenquell
- Tarnau, le 1er avril 1937 à Dornbusch
- Tarnau am See, le 1er avril 1938 à Hammer
- Thamm, le 1er avril 1937 à Buchendamm
- Weckelwitz, le 1er avril 1937 à Gutendorf
- Weichnitz, le 1er avril 1937 à Henzegrund
- Weidisch, le 1er avril 1938 à Urstetten
- Woischau, le 1er avril 1938 à Borkau
- Würchwitz, le 1er avril 1937 à Hasenquell
- Zarkau, le 1er avril 1938 à Urstetten
- Zerbau, le 1er avril 1938 à Lerchenberg
- Zöbelwitz, le 1er avril 1937 à Friedrichslager

## Noms de lieux
En 1936 et 1937, de nombreuses communes de l'arrondissement de Glogau sont renommées:
- Beichau → Oderhorst
- Bielawe → Lindenkranz
- Drogelwitz → Eichendamm
- Goile → Rodenheide
- Grochwitz → Heidegrund
- Gusitz → Schenkfeld
- Klautsch → Seehagen
- Klein Gräditz → Niederfeld
- Klein Tschirne → Alteichen
- Klemnitz → Roggendorf
- Kottwitz → Fähreichen
- Kotzemeuschel → Dammfeld
- Kreidelwitz → Lindenbach
- Krempine → Neuacker
- Krolkwitz → Weißfurt
- Kummernick → Eichbach
- Malschwitz → Wiesenberge
- Moßwitz → Brückenfeld
- Nieder Polkwitz → Sandhofen
- Polkwitz → Heerwegen
- Priedemost → Vorbrücken
- Quaritz → Oberquell
- Rauschwitz → Rauschenbach
- Salisch → Hinterwald
- Schlawa → Schlesiersee
- Schmarsau → Vogtshagen
- Schrepau → Schwarztal
- Sieglitz → Bismarckhöhe
- Trebitsch → Rodetal
- Tschopitz → Klettental
- Tschepplau → Langemark
- Tschirnitz → Ehrenfeld
- Tschopitz → Klettental
- Weichnitz → Henzegrund
- Wilkau → Wolfau

## Personnalités liées à l'arrondissement
- Hermann von Koblinski (1817-1880), général né à Druse